# Castelli Romani (Wein)
Mit der Bezeichnung Castelli Romani werden italienische Weiß-, Rosé- und Rotweine (entweder trocken oder lieblich sowie als Frizzante) in der Region Latium ausgebaut. Die Weine besitzen seit 1996 eine „kontrollierte Herkunftsbezeichnung“ (Denominazione di origine controllata – DOC), die zuletzt am 7. März 2014 aktualisiert wurde. Das Weinanbaugebiet ist sowohl von der Fläche als auch von der Hektolitermenge das größte Anbaugebiet der Region Latium.

## Erzeugung
- Castelli Romani Bianco (trocken oder lieblich oder als Frizzante): muss – einzeln oder gemeinsam – zu mindestens 70 % aus den Rebsorten Malvasia Bianca di Candia, Trebbiano Toscano und/oder Trebbiano di Soave bestehen. Höchstens 30 % andere weiße Rebsorten, die für den Anbau in der Region Latium zugelassen sind, dürfen zugesetzt werden.
- Castelli Romani Rosso (trocken oder lieblich oder als Frizzante): muss – einzeln oder gemeinsam – zu mindestens 85 % aus den Rebsorten Cesanese Comune, Merlot, Montepulciano, Nero buono und/oder Sangiovese bestehen. Höchstens 15 % andere rote Rebsorten, die für den Anbau in der Region Latium zugelassen sind, dürfen zugesetzt werden.
- Castelli Romani Rosato (trocken oder lieblich oder als Frizzante): es dürfen alle weißen oder roten Rebsorten, die für den Anbau in der Region Latium zugelassen sind, verwendet werden.[1]

## Anbau
Produziert werden die Weine in allen 16 Gemeinden der Castelli Romani sowie in einigen weiteren Gemeinden.
- In der Metropolitanstadt Rom sind dies die Gemeinden Albano Laziale, Ariccia, Castel Gandolfo, Ciampino, Colonna, Frascati, Genzano di Roma, Grottaferrata, Lanuvio, Lariano, Marino, Monte Porzio Catone, Nemi, Rocca di Papa, Rocca Priora, Velletri, Zagarolo und San Cesareo und Teile der Gemeinden Ardea, Artena, Montecompatri, Pomezia und Rom.
- In der Provinz Latina sind dies: Cori und Teile der Gemeinden Cisterna di Latina und Aprilia.

## Beschreibung
Laut Denomination:

### Castelli Romani Bianco
- Farbe: strohgelb mehr oder weniger intensiv
- Geruch: fruchtig, intensiv
- Geschmack: frisch, harmonisch, trocken, bisweilen perlend und/oder lieblich
- Alkoholgehalt: mindestens 10,5 Vol.-%
- Säuregehalt: mind. 5,0 g/l
- Trockenextrakt: mind. 14,0 g/l

### Castelli Romani Rosato
- Farbe: mehr oder weniger intensiv rosa, bisweilen mit rubinroten Tönen
- Geruch: fruchtig, intensiv, weinig
- Geschmack: frisch, harmonisch, trocken, bisweilen perlend und/oder lieblich
- Alkoholgehalt: mindestens 10,5 Vol.-%
- Säuregehalt: mind. 5,0 g/l
- Trockenextrakt: mind. 15,0 g/l

### Castelli Romani Rosso
- Farbe: mehr oder weniger intensiv rubinrot
- Geruch: fruchtig, intensiv, weinig
- Geschmack: frisch, harmonisch, trocken, rund, bisweilen perlend und/oder lieblich; lebhaft und zart bei Novello
- Alkoholgehalt: mindestens 11,0 Vol.-%
- Säuregehalt: mind. 5,0 g/l
- Trockenextrakt: mind. 18,0 g/l